# Porcelia magnifructa
Porcelia magnifructa là loài thực vật có hoa thuộc họ Na. Loài này được (Schery) R.E. Fr. miêu tả khoa học đầu tiên năm 1950.